# ليديارد (نيويورك)
ليديارد (بالإنجليزية: Ledyard, New York)‏ هي بلدة أمريكية تقع في الولايات المتحدة في مقاطعة كايوغا، نيويورك. يقدر عدد سكانها بـ 1,886 نسمة ومساحتها 125.9 كم2 ووترتفع عن سطح البحر 220 متر.